# Robert I van Bassavilla
Robert I van Bassavilla of Bassunvilla (circa 1100 – circa 1140) was graaf van Conversano (1135-1140) in Apulië, deel van het Normandische koninkrijk Sicilië. Hij was een vazal van zijn schoonbroer, koning Rogier II van Sicilië van het Huis Hauteville.

## Levensloop

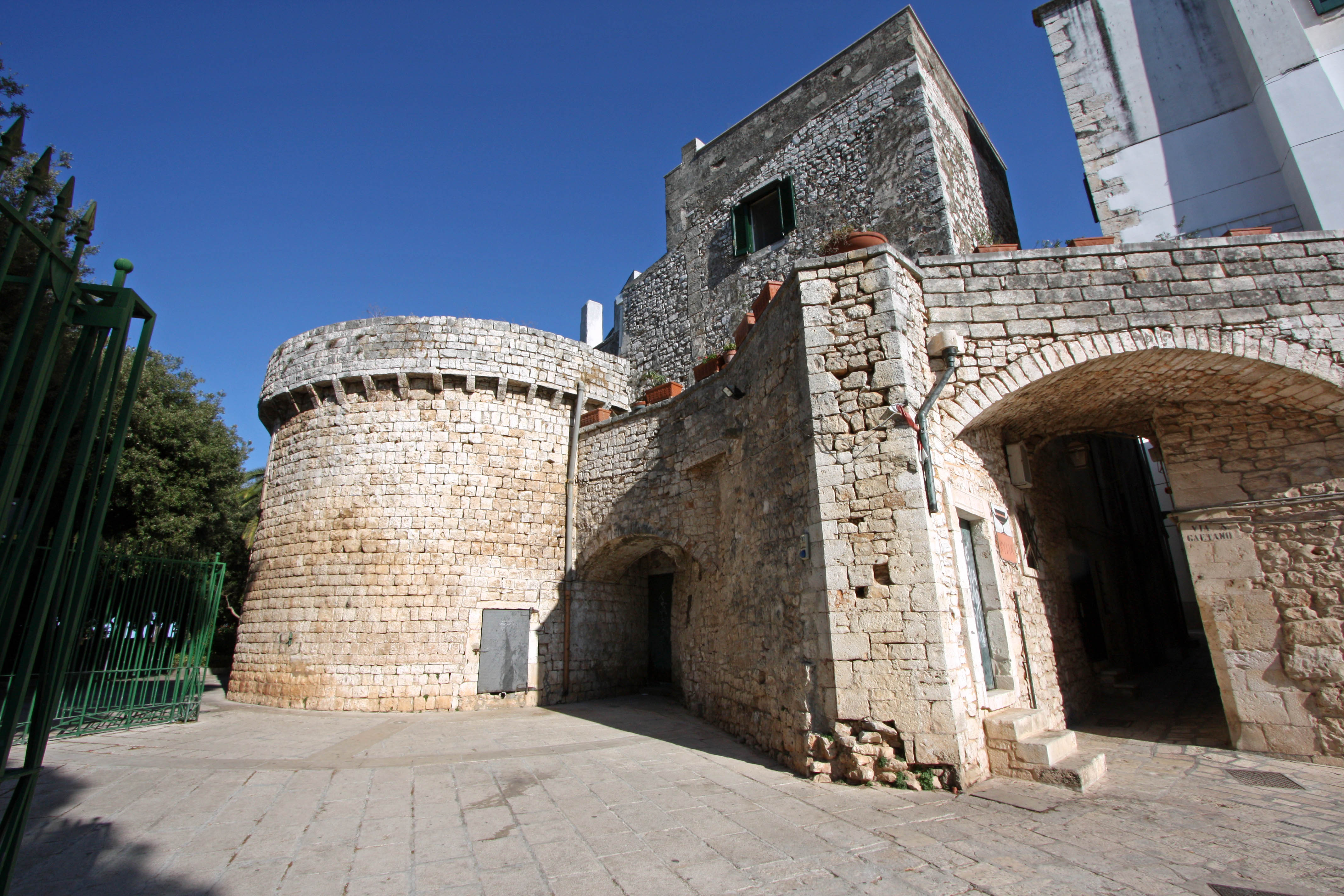
Kasteel van Conversano, in Apulië, Zuid-Italië. De fundamenten zijn Normandisch.

Robert I van Bassavilla behoorde tot de adellijke familie van heren die over Vassonville in Normandië heersten. Zoals andere Normandische edelen dook zijn naam op in de Normandische verovering van Zuid-Italië. Circa 1110-1120 huwde Robert I met Judith van Hauteville, ook genoemd Judith van Sicilië. De adellijke familie Hauteville was afkomstig uit Hauteville-la-Guichard in Normandië en was de heersende familie in het graafschap Sicilië en het hertogdom Apulië en Calabrië. Judith was de zus van Rogier II van Sicilië, de latere vorst over het verenigde (Normandische) Zuid-Italië die zich vanaf 1130 koning van Sicilië mocht noemen. 
De troon van zijn zwager Rogier II wankelde na een zware nederlaag in de Slag van Nocera (1132); rebellerende Normandische edelen meenden de steun te hebben van keizer Lotharius III van het Heilige Roomse Rijk. Rogier II kon na de nederlaag het aanzwellende oproer onderdrukken. Vervolgens gaf Rogier II lenen in Zuid-Italië enkel nog aan vertrouwenspersonen. Robert I van Bassavilla was zo iemand. Als schoonbroer en loyaal edelman werd Robert I beleend met het graafschap Conversano (1135), want de opstandige graaf Alexander van Conversano was vervallen verklaard van zijn vorstendom en vluchtte naar de keizer. Dit graafschap bevatte eveneens de heerlijkheid Molfetta en andere heerlijkheden zodat in centraal Apulië Robert I een strategisch overzicht had. Robert I verrichtte enkele schenkingen aan de abdij van San Benedetto gelegen in Conversano. 
Robert I van Bassavilla werd opgevolgd door zijn zoon Robert II van Bassavilla, ook genoemd Robert III van Loritello, wegens diens gebiedsuitbreiding naar Rotello of Loritello.